# 雷夫·馬奇歐
小雷夫·喬治·馬奇歐（英語：Ralph George Macchio, Jr.，1961年11月4日—），出生於紐約亨廷頓，美國著名演員，以空手道《小子難纏》系列聞名。

## 鏈結
- 雷夫·馬奇歐在互联网电影资料库（IMDb）上的資料（英文）